# Tenentismo
Tenentismo (von portugiesisch tenente ‚Leutnant‘) nennt sich eine Serie von Rebellionen von jungen Offizieren des brasilianischen Militärs, welche mit der politischen Lage in der Ersten Brasilianischen Republik unzufrieden waren, zu Beginn der 1920er Jahre. Im erweiterten Sinne war es eine Bewegung des damals zahlenmäßig geringen und politisch machtlosen brasilianischen Mittelstands gehen die Oligarchie des Landes, die über den Kaffeeanbau und Kaffee-Export auch die Politik dominierte. Das politische Machtkartell wurde als Milchkaffee-Politik bezeichnet, wobei „Milch“ für die in der Viehzucht tätigen Großgrundbesitzer im Minas Gerais und Rio Grande do Sul und „Kaffee“ für die Kaffeebarone im Staat São Paulo stand.

## Geschichte
Traditionell gehörte es zum Selbstverständnis unterer Offiziersränge, Forderungen aus dem Volk aufzunehmen, die Bevölkerung selbst konnte sich jedoch nur zu 1 % an Wahlen beteiligen. Obwohl sie keine Ideologie befürworteten, teilten sich die militär-politischen Bewegungen, welche Strukturreformen an der Macht des Landes anstrebten, in die folgenden Bereiche auf:
- Anhänger der voto de cabresto (Wähler haben das Recht (müssen aber nicht), öffentlich zu wählen),
- Anhänger der voto secreto (Geheimwahl),
- Anhänger der Reform der öffentlichen Bildung und für Alphabetisierung,
- Presse- und Vereinsfreiheit,
- Steuersenkungen,
- „Brasilien den Brasilianern“.

Zu dieser Serie von Rebellionen gehörten die noch am selben Tag blutig niedergeschlagene Revolta dos 18 do Forte de Copacabana am 5. Juli 1922 in Rio de Janeiro, die dreiwöchige Revolta Paulista vom 5. Juli 1924 in São Paulo, ein Aufstand in Rio Grande do Sul im Jahr 1925 und die Coluna Prestes von April 1925 bis Februar 1927, die von São Paulo ausging.
Zwar war keine dieser Revolten erfolgreich. Sie bereiteten allerdings den Weg für die Revolução de 1930, welche tatsächlich einen Strukturwandel an der Macht des Landes bewirkte.